# Смоленский уезд

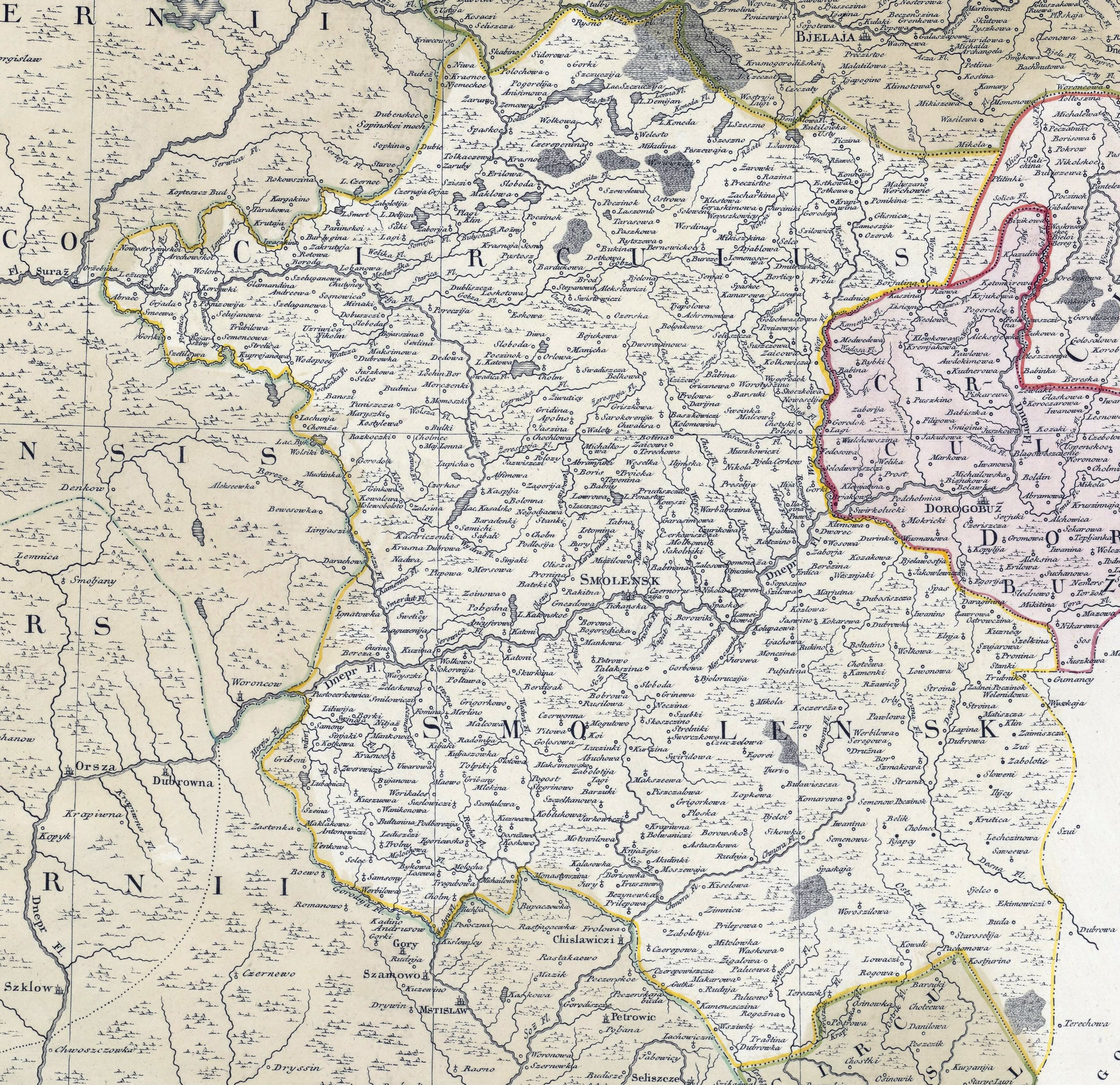
Смоленский уезд на карте губернии. 1773 год

Смоленский уезд — административная единица в составе Рижской губернии, Смоленского наместничества и Смоленской губернии, существовавшая в 1708 — 1929 годах. Центр — город Смоленск.

## История

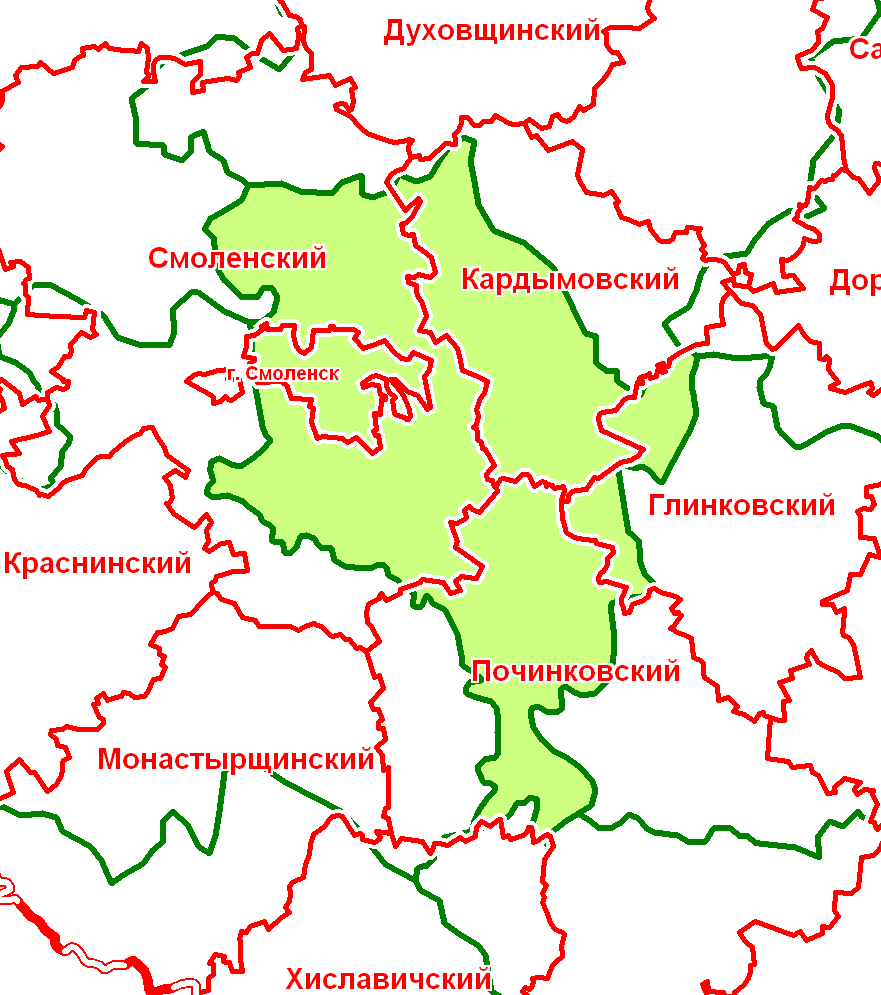
Смоленский уезд в современной сетке районов

Юридически Смоленский уезд был оформлен в 1708 году в ходе административной реформы Петра I, когда он был отнесён к Смоленской губернии. В 1713 году Смоленская губерния была упразднена и Смоленский уезд отошёл к Рижской губернии, однако уже в 1726 году Смоленская губерния была восстановлена. С 1775 по 1796 год Смоленский уезд относился к Смоленскому наместничеству, а потом вновь стал частью Смоленской губернии.
25 марта 1918 года уезд был провозглашен частью Белорусской народной республики, а 1 января 1919 года в соответствии с манифестом І съезда КП(б) Белоруссии уезд вошёл в состав Социалистической Советской Республики Белоруссия.
В 1922 году в состав уезда вошла территория упразднённого Краснинского уезда. В 1929 году Смоленская губерния и Смоленский уезд были упразднены, а территория уезда вошла в состав Смоленского округа новой Западной области.

## Население
По состоянию на 1868 год в Смоленском уезде белорусы составляли 90,49 % населения.[нужен источник в открытом доступе, почему такая большая разница с 1897 г.]
По данным переписи 1897 года в уезде проживало 145,2 тыс. чел. В том числе русские — 91,1 %; евреи — 3,1 %; поляки — 2,6 %; белорусы — 1,2 %. В городе Смоленске проживало 46 699 чел.

## Административное деление
В 1890 году в состав уезда входило 11 волостей
| № п/п | Волость        | Волостное правление   | Число селений | Население |
| ----- | -------------- | --------------------- | ------------- | --------- |
| 1     | Богородицкая   | с. Богородицкое       | 129           | 8191      |
| 2     | Белоручская    | с. Яцково             | 40            | 5201      |
| 3     | Владимирская   | д. Иловка             | 61            | 5489      |
| 4     | Катыньская     | с. Катынь             | 97            | 9018      |
| 5     | Корохоткинская | с. Герасимово-Карелы  | 107           | 7444      |
| 6     | Кощинская      | с. Кощино             | 67            | 5563      |
| 7     | Лобковская     | д. Лабково            | 56            | 5074      |
| 8     | Прудковская    | с. Прудки             | 31            | 6235      |
| 9     | Спасская       | с. Спас-Твердиловский | 58            | 9842      |
| 10    | Хохловская     | с. Хохлово            | 98            | 8339      |
| 11    | Цуриковская    | с. Тюшино             | 58            | 6210      |

В 1913 году в уезде было также 11 волостей.
К 1926 году волостей стало 14: Бохотская (центр — местечко Татарск), Гриневская, Досуговская, Кардымовская, Катыньская, Краснинский, Любавичская, Монастырщенская, Мощинская, Переснянская, Починковская, Руднянская, Сырокоренско-Липецкая, Хохловская.